# Fortunato Lay
Fortunato Lay (Roma, 4 marzo 1903 – Roma, 16 luglio 1995) è stato un musicista, giornalista, editore e conduttore televisivo italiano.
È entrato nella storia della canzone romana come autore dell’evergreen Pupo biondo ed ha diretto per circa un trentennio il periodico in dialetto romanesco Il Rugantino.

## Biografia
Fortunato Lay nasce a Roma all'inizio del XX secolo da Renzo e Cesira Mengarelli.
A soli ventiquattro anni inizia la sua collaborazione musicale con il paroliere Mario Fagiolo,  pseudonimo di Mario dell'Arco. Con quest'ultimo, nel 1927, scrive la partitura musicale di “Pupo biondo” e “Ninna azzurra”. Le due canzoni riscuotono subito una grande popolarità, e “Pupo biondo” sarà interpretata, nei decenni seguenti, da grandi artisti di fama come Alvaro Amici, Antonio Romano, Claudio Villa, Gigi Proietti, Lando Fiorini, Miranda Martino e Vittorio Alescio.
Sulla scia del successo, Lay e Fagiolo pubblicano “Zampognata ar vento” e “Dietro a 'na frasca” (1929), “Addio Mimì” e “Er presepio de mamma” (1930).
Negli anni trenta, Lay prosegue da solo sua attività di compositore di canzoni romane, con brani quali “Straniera” (1932), “Notte” (1932), “Pupa bruna”(1933) e “Lo stornello del mulino”.
Allo scoppio della Guerra d'Etiopia, riprende la collaborazione tra Fagiolo e Lay che, insieme a Zuccoli compone la partitura di “Ti porterò con me in Abissinia”, che sarà interpretata anche dal Quartetto Cetra. Nel 1936, sempre con Mario Fagiolo, compone “Stelluccia” e “Signora spich inglish”.
Successivamente, Fortunato Lay acquista la proprietà del periodico trisettimanale di poesia romanesca Il Rugantino e, il 16 novembre 1944, ne assume la direzione. Rimane alla guida del periodico romano per un trentennio, sino al 1974, quando, per motivi finanziari, è costretto a cedere la proprietà e a passare la mano. È ammesso all'albo dei Romanisti.
A partire dalla seconda metà degli anni settanta, Lay accetta di condurre la rubrica di musica e poesia in dialetto romanesco “Aria de Roma”, presso l'emittente privata Teletevere, diretta dal presidente dell'Associazione fra i Romani, Fabrizio Menghini. Conduce la trasmissione per oltre un decennio.
Muore ultra nonagenario nel 1995.

## Principali canzoni scritte da Fortunato Lay
| Anno | Titolo                         | Autore del testo | Autore della musica    | Interpreti ed incisioni                                                                                      |
| ---- | ------------------------------ | ---------------- | ---------------------- | --- |
| 1927 | Pupo biondo                    | Mario Fagiolo    | Fortunato Lay          | Alvaro Amici, Antonio Romano, Claudio Villa, Gigi Proietti, Lando Fiorini, Miranda Martino, Vittorio Alescio |
| 1927 | Ninna azzurra                  | Mario Fagiolo    | Fortunato Lay          | Miscel (Michele Cimato)                                                                                      |
| 1935 | Ti porterò con me in Abissinia | Mario Fagiolo    | Fortunato Lay, Zuccoli | Franco Silvani, Carlo Buti, Quartetto Cetra                                                                  |
| 1936 | Stelluccia                     | Mario Fagiolo    | Fortunato Lay          | Carlo Buti                                                                                                   |